# Miller Township (comté de Phelps, Missouri)
Pour les articles homonymes, voir Miller Township.
Miller Township est un ancien township, situé dans le comté de Phelps, dans le Missouri, aux États-Unis,.
Le township est baptisé en référence à Hamilton Miller, un juriste local.